# Ei trăiesc
Ei trăiesc (în engleză They Live) este un film SF de groază din 1988 regizat de John Carpenter, care a scris și scenariul filmului sub pseudonimul Frank Armitage (acesta fiind numele unuia dintre personajele filmului).
Filmul prezintă povestea unui bărbat, care, după ce găsește o pereche de ochelari de soare, descoperă, cu ajutorul acestora, că mulți oameni sunt de fapt extratereștri care au preluat controlul Pământului. Parte științifico-fantastic-de groază, parte comedie neagră, filmul reflectă fără ironie numeroasele temeri contemporane legate de o economie în scădere, în cadrul unei culturi a lăcomiei de bani și de consum în rândul majorității americanilor.  În acest film, clasa conducătoare împreună cu cea din elita monetară sunt, de fapt, extratereștri care administrează afacerile social-umane prin utilizarea unor semnale transmise prin emisia TV care ascunde aspectul lor și prin folosirea unor mesaje subliminale în mass-media.

## Povestea
Povestea se învârte în jurul un om fără nume, „Nada” (Roddy Piper), un șomer liniștit care-și găsește de muncă pe un șantier din Los Angeles. Unul dintre lucrători, Frank Armitage (Keith David), îl duce într-o suburbie locală. Noaptea, Nada observă ceva ciudat legat de mica biserică din zonă. După ce se strecoară în biserică, descoperă că vocea care predică și corul din interior sunt, de fapt, o înregistrare. El găsește aparatură științifică într-o cameră din spate și cutii de carton sunt stivuite peste tot, inclusiv unele într-un compartiment secret, pe care îl descoperă din întâmplare, după ce s-a împiedicat. 
În acea noapte, poliția înconjoară biserica, forțându-i pe cei din interior să fugă. Poliția se îndreaptă apoi spre suburbie, distrugând-o cu buldozere și bătându-l pe predicatorul orb al bisericii. Nada se întoarce a doua zi în acest loc și cercetează biserica din nou, care între timp a fost golită de forțele de ordine. Totuși el caută în compartimentul secret de unde ia o cutie pe care o deschide pe o alee. Spre uimirea lui constată că aceasta conține doar ochelari de soare. Păstrează o pereche pentru el și restul cutiei o aruncă într-un container de gunoi. 

„Nada” își pune ochelarii de soare speciali, pentru a vedea adevărata realitate din jurul său.

Privind prin ochelarii de soare, Nada realizează că toate reclamele și mass-media din lume conțin de fapt mesaje subliminale folosite pentru a controla populația umană; panourile cu reclame, programele de televiziune, revistele dar și produsele de pe rafturile magazinelor pur și simplu prezintă doar comenzi totalitare cum ar fi „Supune-te”, „Consumă”, „Nu gândi independent!”, „Căsătoriți-vă și reproduceți-vă”, iar pe bancnote se vede mesajul „Acesta este Dumnezeul tău.”
În plus, el descoperă curând că mulți oameni sunt de fapt extratereștri, care au aspect uman cu excepția feței care se aseamănă cu un craniu. Extratereștrii sunt de obicei cei bogați din clasa superioară a membrilor societății, precum și politicienii, în timp ce oamenii sunt cei mai defavorizați. Când extratereștrii își dau seama că el îi poate vedea ceea ce sunt ei cu adevărat, poliția apare brusc. Nada observă prin ochelari că cei doi polițiști sunt tot extratereștri așa că după o scurtă luptă scapă și le fură o pușcă; în timp ce încearcă să se ascundă de poliție, el intră accidental într-o bancă locală plină de extratereștri. Dându-și seama că este prins și nu are nicio urmă de scăpare, el proclamă, „am venit aici să mestec gumă și să dau șuturi... și am rămas fără gumă!” Începe să împuște mortal mai mulți extratereștrii, dar unul dintre ei răsucește cadranul unui ceas (care seamănă cu un Rolex) și dispare înainte ca Nada să-l omoare. Fuge din bancă, forțând-o pe Holly Thompson (Meg Foster) sub amenințarea armei să-l ducă în casa ei din Hollywood Hills. Dându-și joc ochelari își dă seama că este foarte obosit. Holly îl lovește cu o sticlă și Nada cade afară prin fereastră, iar ochelarii rămân în casa lui Holly. Poliția se apropie de casă așa că el fuge fără ochelari, grav rănit. 

Dându-și seama că cineva îi „vede”, extratereștrii raportează incidentul prin intermediul ceasurilor de la mână.

După ce își revine, Nada se întoarce la containerul cu gunoi, unde a aruncat cutia cu ochelari de soare și, după ce scotocește într-o mașină care ridicase gunoiul, găsește o altă pereche. El merge pe șantier pentru a vorbi cu Frank despre ceea ce a descoperit. Frank inițial nu este interesat de povestea lui Nada, deoarece a aflat că Nada este un criminal în serie care împușcă „oameni” obișnuiți. Cei doi duc o lungă și brutală luptă, în timpul căreia Nada încearcă să-l convingă pe Frank să pună la ochi ochelarii de soare. În cele din urmă, după ce amândoi sunt numai vânătăi, Nada îi pune forțat ochelarii și Frank începe să vadă extratereștrii din jurul lui, precum și panourile cu mesaje subliminale. Frank se alătură lui Nada și amândoi sunt contactați de cineva din grupul de la biserică, grup catalogat ca fiind comunist și terorist de către guvern. Participă în aceea seară la o întâlnire secretă organizată a acestui grup. Membrii grupului ascultă un seminar plin de idei radicale. De exemplu, extratereștrii sunt acuzați pentru creșterea dioxidului de carbon și a emisiilor de metan din atmosferă: „Ei transformă atmosfera noastră în atmosfera lor!” Cu ajutorul colaboratorilor umani etichetați trădători de către acest grup, extratereștrii, de asemenea, sunt responsabili pentru epuizarea atât de rapidă a resurselor planetei (așa cum este de fapt și tendința actuală a economiei globale): „Suntem Lumea a Treia a lor”. Holly apare și ea, pretinzând că acum îl crede pe Nada, și oferă unele informații rebelilor. 
La această întâlnire, cei doi află că extratereștrii controlează mintea oamenilor printr-un semnal transmis de televiziune, acesta fiind motivul pentru care publicul larg nu poate vedea adevărata față a extratereștrilor. Un inventator necunoscut, dar genial, a creat o lentilă numită „lentila Hofmann”.  Această lentilă arată lumea așa cum este ea cu adevărat. Ochelarii de soare, care conțin acceste lentile, interferează cu semnalul hipnotic al extratereștrilor. Ochelarii sunt înlocuiți cu o versiune mai bună: lentile de contact. În cele din urmă apare poliția, care începe imediat să omoare toți oamenii, indiferent că erau înarmați sau nu. Nada și Frank reușesc să scape cu ajutorul unui dispozitiv în formă de ceas care se punea pe încheietura mâinii, folosit de extratereștrii pentru a dispărea. Cei doi ajung într-o rețea de pasaje subterane care leagă părțile ascunse ale societății extraterestre, printre care și un portal pentru călătorii spațiale prin teleportare pe baza unor lentile necunoscute. Mergând prin aceste pasaje cei doi ajung într-o cameră unde are loc o petrecere dată de extratereștrii în cinstea colaboratorilor lor umani.
Alte pasaje îi duc la subsolul unei stații TV locale (Cable 54) care transmitea semnalul extratereștrilor. Holly, care lucrează la stație, se întâlnește cu Frank și Nada și merge cu ei spre acoperiș, la antenă. Nada aleargă pe acoperiș unde aștepta să apară Holly și Frank care erau în spatele lui. Dar Holly îl împușcă mortal pe Frank. Prin lentilele speciale Nada vede antena specială deghizată ca o antenă normală de satelit. Holly ajunge pe acoperiș și-i dezvăluie rolul ei de colaborator secret al extratereștrilor și, amenințându-l cu arma sa, îi spune să arunce pușca și să se îndepărteze de antenă. Nada aruncă pușca, dar apoi scoate un pistol ascuns în haina sa cu care o ucide pe Holly. Nada se întoarce înapoi la antenă, dar este împușcat mortal de extratereștrii aflați într-un elicopter, dar reușește să distrugă antena, înainte de a muri Nada ridică către extratereștrii degetul mijlociu.
Nemaiexistând semnalul, oamenii din jur observă prezența extratereștrilor în mijlocul lor. Sunt prezentate două scene: în prima, oamenii își dau seama că un extraterestru bea împreună cu ei la un bar și, în a doua scenă, o femeie observă la televizor că președintele este extraterestru, apoi își dă seama că la fel este și bărbatul cu care făcea sex.

## Distribuția
- Roddy Piper este John Nada
- Keith David este Frank Armitage
- Meg Foster este Holly Thompson
- George 'Buck' Flower este The Drifter
- Peter Jason este Gilbert
- Susan Barnes este Brown Haired Woman
- Sy Richardson este Black Revolutionary
- Susan Blanchard este Ingenue
- Norman Alden este Foreman

## Producție

### Dezvoltare
Ideea realizării filmului They Live  a venit de la o povestire scurtă numită "Eight O'Clock in the Morning" ("Opt dimineața") de Ray Nelson, publicată inițial în The Magazine of Fantasy & Science Fiction în 1960. Povestirea prezintă o invazie extraterestră în tradiția filmului Invazia jefuitorilor de trupuri, pe care Nelson, împreună cu artistul Bill Wray, l-a adaptat într-o povestire numită "Nada" și publicată în antologia de benzi desenate Alien Encounters (data de pe copertă: aprilie 1986). John Carpenter descrie povestea lui Nelson ca "... o poveste de tip D.O.A., în care un om este pus într-o transă de către un hipnotizator de pe o scenă. Când se trezește, își dă seama că întreaga rasă umană a fost hipnotizată, iar creaturi extraterestre controlează omenirea. El are timp doar până la ora opt dimineața pentru a rezolva problema." Carpenter a achiziționat drepturile de ecranizare atât ale cărții de benzi desenate cât și ale povestirii și a scris scenariul folosind povestea lui Nelson ca o bază pentru structura filmului.
Partea mai politică a filmului este derivată din dezgustul tot mai mare al lui Carpenter față de comercializarea în creștere din anii 1980 întâlnită în cultura și politica populară. El a afirmat că "am început să ma uit la TV din nou. Mi-am dat seama repede că tot ceea ce vedem era conceput pentru a ne vinde ceva... Este vorba despre dorința ca noi să cumpăram ceva. Singurul lucru pe care ei îl doresc este să vă ia banii." În acest sens, Carpenter a crezut în ochelarii de soare ca fiind instrumentul pentru a vedea adevărul, prin care totul "este văzut în alb și negru. Este ca și cum extratereștrii ne-au colorizat. Asta înseamnă, desigur, că Ted Turner este de fapt un monstru din spațiul cosmic." (Turner a avut unele recenzii negative în presa anilor 1980 pentru colorizarea unor filme alb-negru clasice.) Regizorul a comentat despre amenințarea extraterestră într-un interviu că „Ei doresc să dețină toate afacerile noastre. Un [director] executiv [de la] Universal m-a întrebat: "Unde este amenințare în asta? Noi toți vindem [ceva] în fiecare zi." Am ajuns să folosesc această replică în film.” Extratereștrii au fost făcuți în mod deliberat să arate ca niște stafii, conform lui Carpenter care a afirmat: "Creaturile ne corup, așa că, ei înșiși, reprezintă coruperea ființelor umane".
Deoarece scenariul a fost produsul mai multor surse: o povestire scurtă, o carte de benzi desenate și idei introduse de la distribuție și echipa de filmări, Carpenter a decis să folosească pseudonimul "Frank Armitage", o aluzie la unul dintre scriitorii preferați ai regizorului, H. P. Lovecraft (Henry Armitage fiind un personaj din povestirea lui Lovecraft Dunwich Horror). Carpenter a simțit întotdeauna o înrudire strânsă cu viziunea asupra lumii a lui Lovecraft și, potrivit regizorului, "Lovecraft a scris despre lumea ascunsă, lumea de dedesubt". Povestirile sale au fost despre zei care au fost reprimați, care au fost o dată pe Pământ și acum se reîntorc. Lumea de dedesubt are o mare legătură cu They Live."

### Casting
După ce a strâns un buget de aproximativ trei milioane de dolari americani, Carpenter a început alegerea actorilor. Pentru rolul crucial al lui John Nada, cineastul l-a preferat pe wrestlerul profesionist Roddy Piper, pe care l-a cunoscut anterior la WrestleMania III în 1987. Carpenter a fost impresionat de interpretarea lui Keith David în filmul Creatura și avea nevoie de cineva "care să nu fie doar un simplu companion tradițional, dar să aibă și ceva al său, distinct". În acest scop, Carpenter a scris rolul lui Frank special pentru Keith David.

### Filmări
They Live a fost filmat în opt săptămâni, în martie-aprilie 1988, în principal în centrul orașului Los Angeles, cu un buget puțin mai mare de 3 milioane dolari. Unul dintre punctele culminante ale filmului este perioada de cinci minute și jumătate de luptă pe alee între David și Piper pentru o pereche specială de ochelari de soare. Carpenter reamintește faptul că lupta a necesitat trei săptămâni de repetiții: "A fost o luptă extrem de brutală și de amuzantă, de-a lungul replicilor inspirate din măcelul dintre John Wayne și Victor McLaglen în pelicula Omul liniștit" din 1952.

## Primire
Rotten Tomatoes a dat filmului un rating de 83%, iar Metacritic a dat filmului un rating mediu de 50% din 100%.

### Box office
Filmul a avut premiera la 4 noiembrie 1988 și a debutat pe locul 1 cu cele mai mari încasări la box office în America de Nord, având încasări de 4.827.000 $ în timpul primului sfârșit de săptămână de la premieră. Cu toate acestea, audiența filmului a scăzut rapid și a stat doar două săptămâni în top zece. Filmul a avut un profit intern brut de 13.008.928 $. Carpenter a considerat că eșecul comercial inițial al filmului se datorează celor "care merg la film în număr mare în aceste zile și nu doresc să fie luminați". Premiera originală a filmului, anunțată în diferite materiale publicitare ca fiind la 21 octombrie 1988, a fost „împinsă” înapoi cu două săptămâni pentru a evita concurența directă cu Halloween 4: The Return of Michael Myers, care a fost un succes la box-office.

## Home video
La 6 noiembrie 2012, Shout! Factory a lansat o ediție de colecție a filmului pe DVD și Blu-ray.

## Moștenire
- În 1995 artistul  Shepard Fairey a adăugat sloganul OBEY (Supune-te) pe arta sa iconică de stradă  OBEY GIant ca un omagiu direct al semnelor "OBEY" din film.[7]
- În jocul video din 1996 Duke Nukem 3D, Duke Nukem îl parafrazează pe John Nada (Roddy Piper) spunând: "It's time to kick ass and chew bubble gum, and I'm all out of gum." (Este timpul pentru a da niște șuturi în fund și de a mesteca gumă, și am rămas fără gumă.)[8]
- Lupta dintre Jimmy și Timmy în episodul South Park Cripple Fight din 2001 este o refacere scenă cu scenă a luptei dintre Nada și Frank.[9]
- Artistul de rap Cage a produs un album în 2002 denumit Movies for the Blind a cărui copertă este o parodie a afișului filmului.[10]
- Regizorul Darren Aronofsky menționează They Live ca una dintre influențele asupra scenelor hardcore de wrestling din filmul său din 2008 The Wrestler.[11]
- În episodul Futurama The Thief of Baghead din 2012,  una dintre lentilele opționale ale  camerei lui Bender face ca oamenii fotografiați să arate ca extratereștrii din They Live.[12]
- În filmul din 2012 Trei tipi duri ("Stand Up Guys"), Al Pacino și Christopher Walken au următorul schimb de replici, care este o parafrazare a lui John Nada (Roddy Piper): "I have come here to chew bubble gum and kick ass, and I'm all out of bubble gum." (Am venit aici pentru a mesteca gumă și a da șuturi în fund, și nu mai am deloc gumă)[13]

„Val (Al Pacino): "So, what will it be? Chew gum or kick ass?"  (Deci, ce va fi? Mestecăm gumă sau dăm șuturi în fund?)
Doc (Christopher Walken): "I'm all out of gum." (Nu mai am nicio gumă)”
- Lupta dintre Nada și Frank a fost parodiată în 2013 în jocul video Saints Row IV, în care însuși Keith David și Roddy Piper au contribuit cu roluri de voce.[14]